# Rio Baicu (Iza)
O Rio Baicu é um rio da Romênia afluente do rio Iza, localizado no distrito de Maramureş.